# أفرو لينكولن
أفرو لينكولن أو أفرو تايب 694 (بالإنجليزية: Avro Lincoln) هي قاذفة قنابل بأربع محركات، طورت من قاذفة القنابل الثقيلة الشهيرة لانكستر. تعتبر آخر قاذفة قنابل تعمل بمحركات المكبس استخدمها سلاح الجو الملكي. أنتجت في بريطانيا. من صناعة أفرو . كانت تستخدم بشكل أساسي من قبل سلاح الجو الملكي. كان أول طيران لها في 9 يونيو 1944. دخلت الخدمة في 1945، انتهت خدمتها في 1967. صنع منها 604 طائرة.

## المستخدمون
- سلاح الجو الملكي
- سلاح الجو الأرجنتيني
- القوات الجوية الملكية الأسترالية